# Isabelle Mestivier
Isabelle Mestivier, död efter 1647, var en fransk skådespelare. Hon var känd under artistnamnet Mademoiselle Le Noir.
Hon var dotter till skådespelaren Francois Mestivier och gifte sig med skådespelaren Charles Le Noir. 
Hon var engagerad vid Théâtre du Marais 1631-1634 (innan teatern ännu blivit permanent) och 1634-1637 vid Hôtel de Bourgognes teater i Paris. Pierre Corneille skrev pjäser åt Théâtre du Marais vid samma tid: hans pjäser innehöll alltid två kvinnoroller, och eftersom teatern bara hade två kvinnor anställda, Isabelle Mestivier och Marguerite Béguin, förmodas han ha skrivit rollerna med dem i åtanke. 
Rollfördelningen är sällan dokumenterad från denna tid. Hon tros dock ha spelat titelrollen i tragedin Sophonisbe av Jean Maire 1634, som återintroducerade tragedin på den franska talscenen. Hon beskrivs som en populär aktör som "förtjuste alla med sin livlighet och charmerande sätt", men också som en begåvad scenkonstnär som spelade en roll i skådespeleriets historia då hon medverkade i utvecklingen av tragedin på den franska scenen. 
Hon nämns av Gédéon Tallemant des Réaux tillsammans med de övriga skådespelerskorna verksamma i 1630-talets Paris. Han beskrev henne som "den sötaste lilla varelse man kunde finna". 
Hon avslutade sin karriär efter mordet på hennes make.